# Diblu

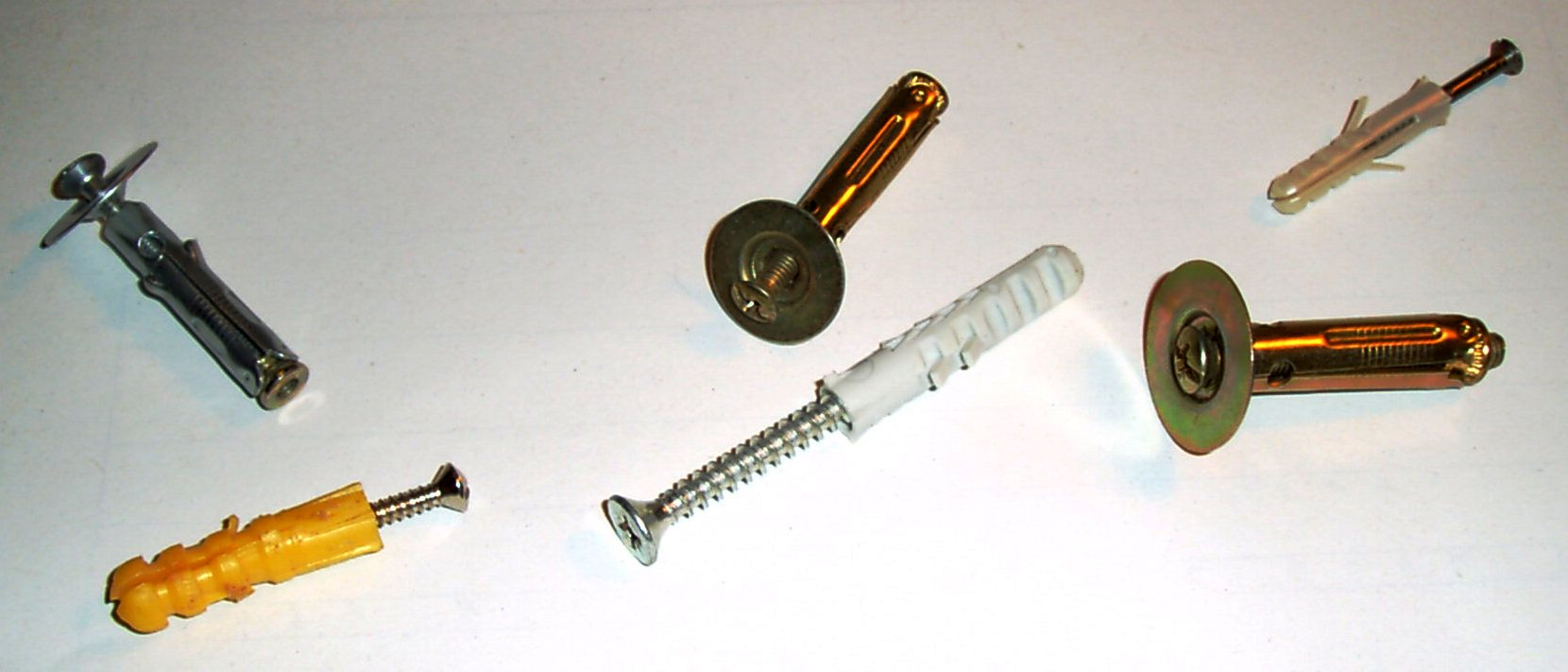

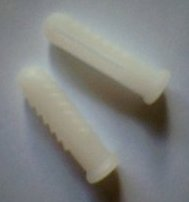
Dibluri de plastic

Diblul este o piesă din fibră sau plastic făcută pentru a permite atașarea unui șurub într-un material poros sau casant (cum ar fi un perete din rigips sau faianță).
Are rolul de fixa șurubul cât mai puternic, astfel încât să poată susține greutatea obiectului atașat de șurub.